# Snickers
Snickers é uma barra de chocolate feita pela Mars, Incorporated. A versão tradicional do doce consiste em torrone (nougat) de manteiga de amendoim coberto com amendoins e caramelo com chocolate ao leite. Snickers é o chocolate mais vendido de todos os tempos e possui vendas globais na marca de US$2 bilhões. O produto é vendido em mais de 35 países ao redor do mundo e consumido todo mês, em média, por 45% dos norte-americanos.
O Snickers original foi antigamente vendido como Marathon no Reino Unido e na Irlanda. Mais recentemente, as barras nutricionais com a marca Snickers Marathon têm sido vendidas em alguns mercados fora do Brasil.

## Produção

### Modo de Preparo

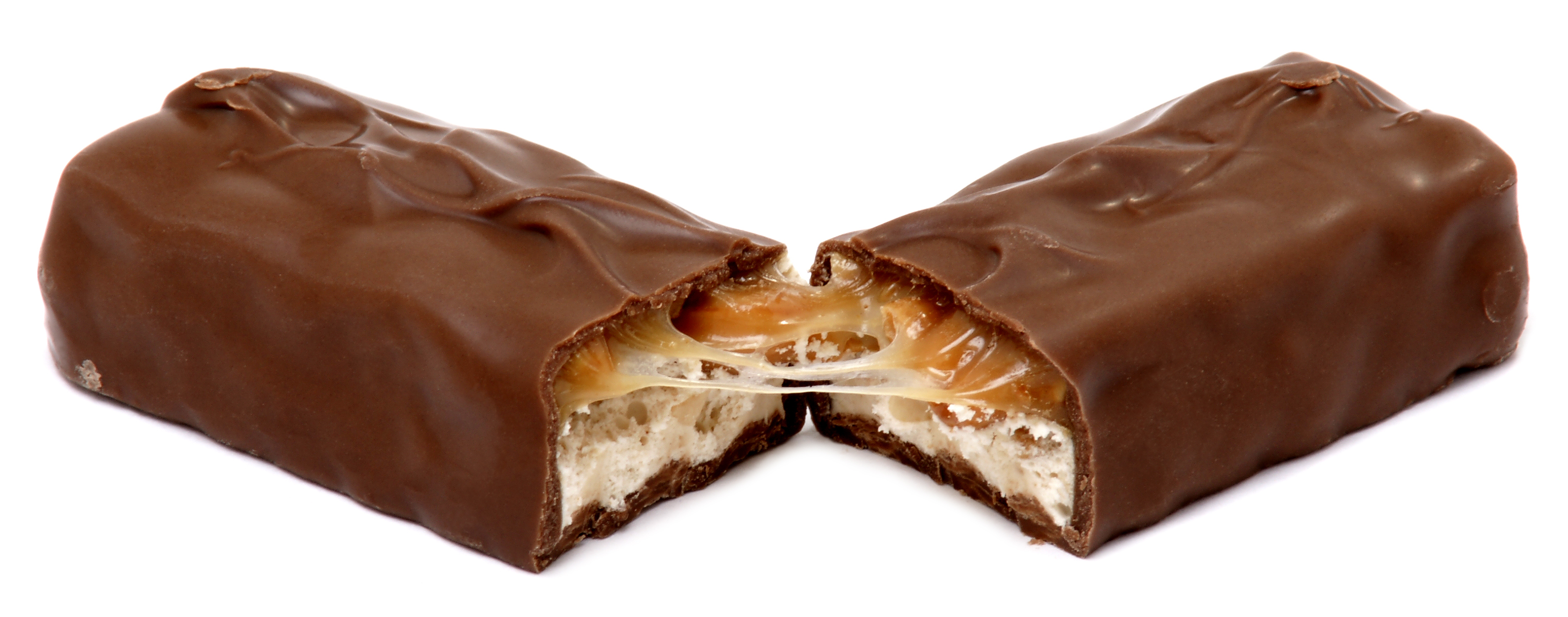
Snickers original, partido ao meio.

É feito através da formação de um centro de torrone em grandes pedaços, que são cortadas ao seu tamanho uma vez que o caramelo e os amendoins forem adicionados. Após os centros serem formados, eles são cobertos com chocolate ao leite. As barras completas são inspecionadas, embaladas e enviadas para entrega.

### Ingredientes
- Açúcar
- Amendoim torrado (aproximadamente 16 amendoins torrados)[3]
- Xarope de glicose
- Manteiga de cacau
- Gordura láctea
- Gordura vegetal hidrogenada
- Sal
- Albumina de ovo em pó
- Caseína
- Emulsificante (lecitina e poliglicerol de poliricineato)
- Aroma idêntico ao natural de baunilha

Contém glúten (extrato de malte, cevada)

### Características nutricionais
Por sua composição, similar ao dos demais bombons de chocolate, Snickers é rico em açúcares e gorduras fazendo com que possua elevado número de calorias por grama de produto.
Uma barra média de Snickers possui 280 calorias.

## História
Em 1923, a Mars, Incorporated introduziu sua segunda marca, Snickers, nomeado a partir de um cavalo de propriedade da família Mars. Nessa época, o produto ainda não possuía sua cobertura de chocolate ao leite, que foi somente adicionada no ano de 1930. A barra de chocolate começou a ser vendida por um níquel (cinco centavos de dólar).
De 1933 a 1935 foi vendido em embalagem que continha duas barras chamada de Double Snickers, voltando a seu formato normal no ano seguinte. Ganhou seu primeiro slogan em 1939: "Have you tried Snickers frozen?". Nesse mesmo ano, o produto começou a patrocinar o programa de rádio chamado Dr. I.Q..
De 1949 a 1952, Snickers foi um patrocinador do The Howdy Doody Show.
Em 1968, Snickers foi introduzido no mercado britânico com o nome Marathon, já que a palavra Snickers era muito similar a “Knickers”, palavra que se refere a uma peça íntima feminina. No mesmo ano, a barra Snickers Fun Size foi introduzida durante o Halloween, tornando-se ao longo do tempo uma tradição. No ano de 1970 foi lançado o Snickers Munch, uma versão crocante do chocolate.
As décadas seguintes viram mais variedades de Snickers sendo introduzidas. Em 1989, a marca ingressou no mercado de sorvetes com o Snickers Ice Cream Bar, um dos sorvetes mais vendidos dos Estados Unidos. Snickers foram particularmente populares entre pessoas que iam aos cinemas durante a década de 1970 e começo da década de 1980, desbancando alguns de seus mais importantes competidores nos cinemas. Em 1984, a marca foi os patrocinadores oficiais dos Jogos Olímpicos de Los Angeles. A marca Snickers se encontra disponível em qualquer supermercado e lojas ao redor do mundo.
A partir dos anos 90, como estratégia de internacionalização e fortalecimento de suas marcas, a Mars adotou o nome Snickers mundialmente, incluindo na Inglaterra. Em 1990, foram introduzidos os pacotes Snickers Miniatures e no ano seguinte, a marca passou a patrocinar a Nascar.
Em 1995, Snickers lançou uma página da Internet para apoiar o seu patrocínio do Euro 1996, o torneio europeu de futebol de seleções. A página foi inovadora em solicitar prévias e revisões das partidas de seus visitantes, que geraram mais de 4000 relatórios de partidas, e a página ganhou diversos prêmios internacionais de design, propaganda e comunidades online.
Em 1996, a marca continua a se expandir no mercado de sorvetes com a adição do Snickers Ice Cream Cone.

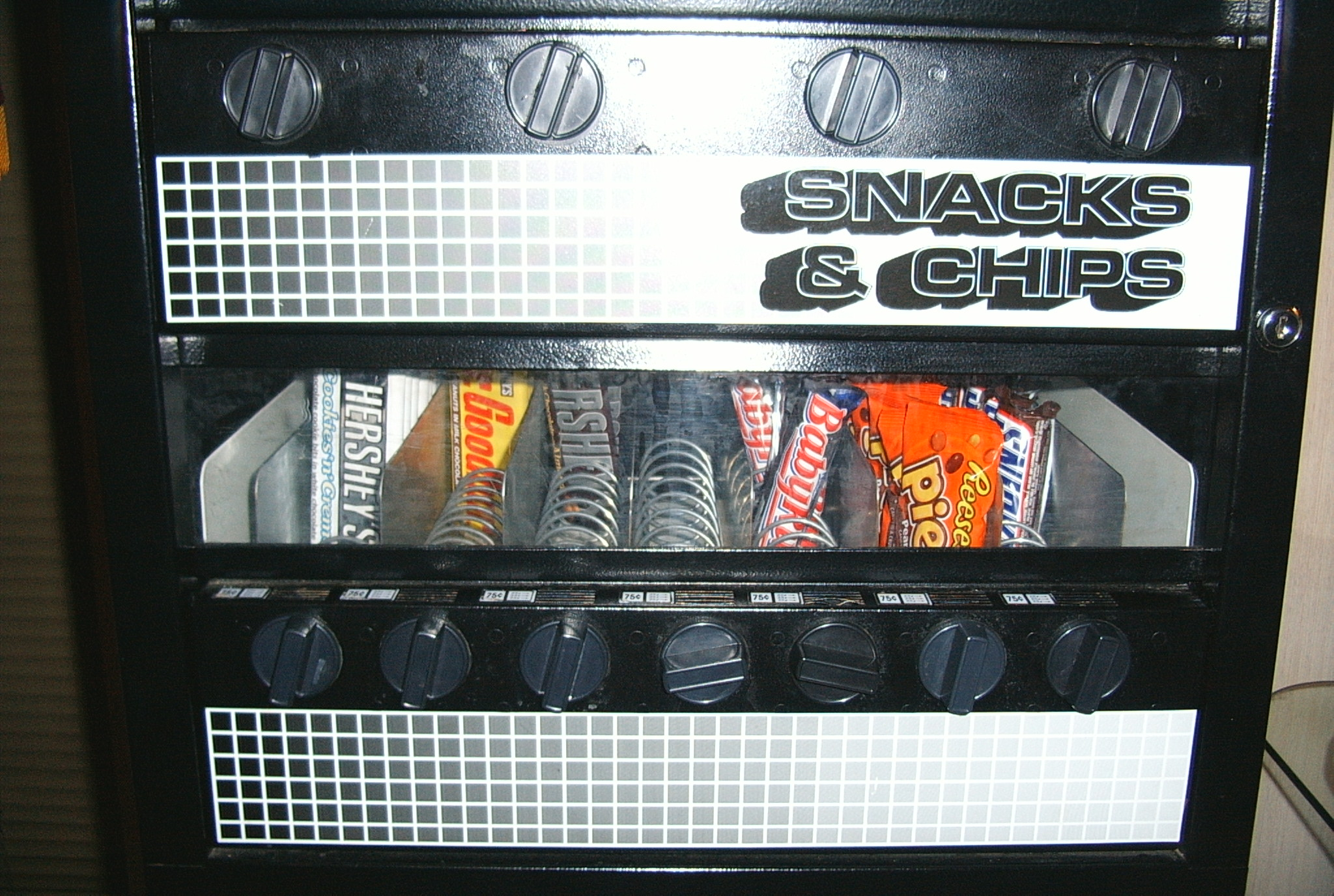
Snickers, entre outros doces, em uma vending machine.

No começo dos anos 2000, barras de chocolate fritas (incluindo Snickers e barras Mars) se tornaram bem populares nas feiras dos Estados Unidos e pubs no Reino Unido e Austrália, apesar de serem uma especialidade local nas lojas de fish and chips no norte da Inglaterra e Escócia desde pelo menos metade da década de 1990. A marca ganhou o slogan "Not Going Anywhere For While? Grab a Snickers".
Em 2001 o Snickers Munch se torna Snickers Cruncher, enquanto no ano seguinte é lançado Snickers Almond. No mesmo ano, a marca patrocina o programa de TV Survivor e a NFL.
Em 2004 é criada a barra Snickers Marathon a partir do Marathon, que já era vendido no Reino Unido e Irlanda desde os anos 60.

## Variações
- 1970 Snickers Munch
- 1989 Snickers barra de sorvete
- 1996 Snickers cone de sorvete
- 2001 Snickers Cruncher (renomeado Snickers Munch em alguns mercados, ainda vendido como "Cruncher" no Reino Unido, Letônia, Áustria, Eslováquia e Países Baixos)
- 2002 Snickers Almond
- 2004 Snickers Marathon (barras energéticas)
- 2006 Snickers Duo
- 2006 Snickers Xtreme (5 gramas de proteína, falta de torrone)
- 2007 Snickers Dark (chocolate preto)

Outros incluem:
- Snickers Flapjack
- Snickers sorvete (vendido em tubo ao invés de barras)
- Snickers de manteiga de amendoim
- Snickers Gold
- Snickers Crazy Peanuts (edição limitada, visto na República Tcheca, Dinamarca, Estônia, Finlândia, Hungria, Letônia, Lituânia, Noruega, Polônia, Eslováquia e Eslovênia)
- Snickers Hard (edição limitada, visto na Armênia, República Tcheca, Letônia, Lituânia, Polônia e Eslováquia)
- Snickers 220 V (com guaraná e L-carnitina, edição limitada, vista em 2007 na Polônia e Eslováquia)
- Snickers P'opables
- Snickers Hazelnut (Austrália)
- Snickers Maximus (edição limitada, extra caramelo, sem torrone, vendido somente na Nova Zelândia)
- Miniaturas de Snickers no Celebrations

## Reveses

### Recallaustraliano
Em julho de 2005, dez mil barras Snickers e Mars foram tiradas das prateleiras de lojas da Nova Gales do Sul e do Território da Capital da Austrália devido a uma série de cartas ameaçadoras que resultaram em receio de que as barras de chocolate estivessem envenenadas. A Mars recebeu três cartas de uma pessoa não-identificada indicando que ele planejava distribuir barras envenenadas as prateleiras de lojas. A última carta mandada incluía uma barra Snickers contaminada com uma substância que não foi identificada. As cartas diziam que havia sete barras de chocolate adicionais que haviam sido contaminadas e estavam à venda para o público. Como medida de precaução, Mars fez um enorme recall. Mars disse que nunca houve uma exigência por dinheiro, apenas reclamações dirigidas a uma terceira pessoa desconhecida. As barras Snickers e Mars estiveram disponíveis em qualquer outro estado, exceto os dois referidos, e durante esta época Twix se tornou o chocolate mais vendido da Mars. A polícia nunca descobriu qualquer evidência de contaminação nas barras que foram recolhidas.

### Comercial no Super Bowl XLI
Em 4 de fevereiro de 2007, durante o Super Bowl XLI, anúncios comerciais do Snickers exibidos resultaram em reclamações de grupos de gays e lésbicas contra a fabricante da barra, a Masterfoods USA de Hackettstown, New Jersey, uma divisão da Mars, Incorporated. O comercial, que teve quatro finais alternativos, mostrou um casal de mecânicos acidentalmente se beijando enquanto encarando uma barra de Snickers. Percebendo o "acidente", eles, em três de quatro versões, "fazem algo de macho" (a maior parte em forma de ferimentos, incluindo tirar cabelo do peito, atacar um ao outro com uma grande ferramenta, e beber óleo de motor e fluido de limpeza de para-brisas). Na quarta versão, um terceiro mecânico aparece e pergunta se há "espaço para três neste Barco do Amor", um final que os grupos dos direitos gays acharam aceitável. O sítio para os comerciais, já tirado do ar, também mostrava jogadores do Super Bowl vendo os comerciais e reagindo com nojo ao "beijo". O sítio comentou que os comerciais seriam exibidos durante o Daytona 500. Reclamações foram feitas contra a Masterfoods de que os anúncios eram homofóbicos. O presidente do Human Rights Campaign, Joe Solmonese comentou:
| “ | Este tipo de brincadeira de pessoas do esporte profissional ao ver dois homens se beijando dá combustível a esse tipo de bullying anti-gay que assombra diversos gays ao redor do país. | ” |

O presidente do Gay and Lesbian Alliance Against Defamation (GLAAD), Neil Giuliano, disse que "Que o Snickers, Mars e a NFL promovam e apoiem este tipo de preconceito é simplesmente inaceitável." Desde então, a Masterfoods retirou os anúncios e o sítio.

## Fa(c)tos sobre a produção
- Todo dia são utilizadas 99 toneladas de amendoins torrados na fabricação das barras Snickers.[3]